# Hollinder Bach
Der Hollinder Bach ist ein 3,6 km langer Bach in der Gemeinde Halvesbostel im Landkreis Harburg in Niedersachsen, der von rechts und Süden in den Staersbach mündet.

## Verlauf
Der Hollinder Bach entwässert die Moore nördlich von Holvede. Er verläuft auf gesamter Strecke erkennbar begradigt nordwärts, bald durch Wiesengebiet, unterquert westlich von Holvede die Kreisstraße 16 und mündet nördlich von Halvesbostel von rechts und Süden in den Staersbach.

## Befahrungsregeln
Wegen intensiver Nutzung der Este durch Freizeitsport und Kanuverleiher erließ der Landkreis Harburg 2002 eine Verordnung unter anderem für die Este, ihre Nebengewässer und der zugehörigen Uferbereiche, die den Lebensraum von Pflanzen und Tieren schützen soll. Seitdem ist das Befahren und Betreten des Hollinder Bach ganzjährig verboten.